# Safari (chat)
Pour les articles homonymes, voir Safari.
Le safari est une race de chat originaire des États-Unis, issu d'une hybridation entre un chat de Geoffroy et un chat domestique. Ce chat de grande taille est caractérisé par sa robe à poils courts au motif spotted tabby. La race reste très anecdotique avec soixante-dix individus décomptés en 2007 et aucun standard reconnu.

## Historique

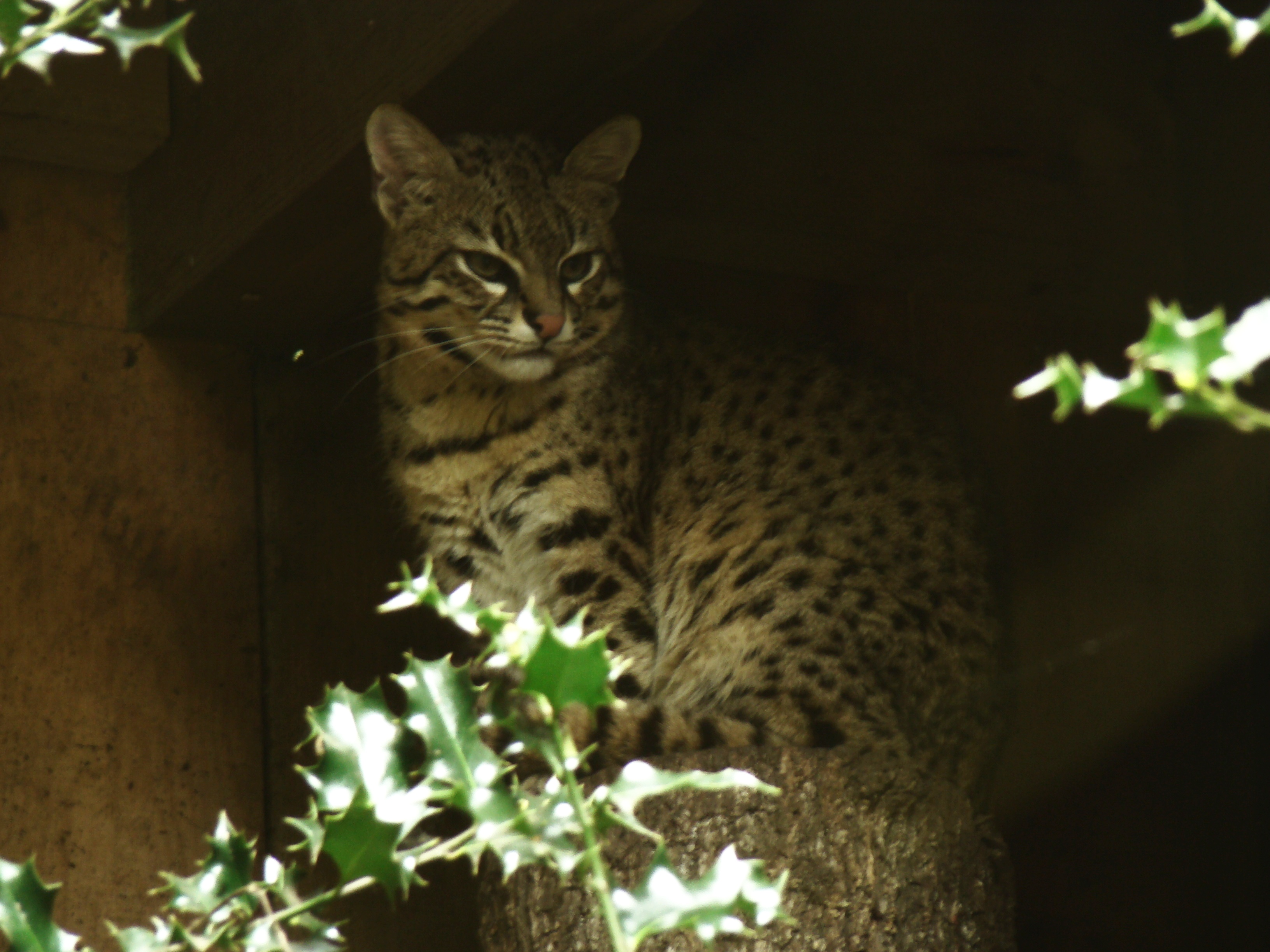
Un chat de Geoffroy au zoo de Pont-Scorff, Morbihan, France

Le safari est issu d'un croisement entre un chat domestique et un chat de Geoffroy (Leopardus geoffroyi). Ces croisements ont commencé dans les années 1970 pour la recherche contre la leucémie faite par l'Université de Washington. En raison de ces différents problèmes, l'université abandonne vite ces croisements et des éleveurs prennent la relève. Cependant la race a du mal à se développer et reste rare. 
Les premiers noms choisis pour la race ont été « criollo » ou encore « appaloosa ». Le terme « safari » a été choisi pour rappeler le côté exotique de cette race.
Les croisements entre chat domestique et chat de Geoffroy sont antérieurs à ceux du bengal et ont rapidement diminué du fait des difficultés d'élevage. Cependant, depuis l'essor que connaît le bengal, quelques éleveurs de safaris espèrent que cette nouvelle race connaîtra le même succès. On compte fin 2007, moins de soixante-dix individus enregistrés par la TICA dans le monde et principalement aux États-Unis.

## Standards
Il n'existe actuellement aucun standard pour le safari.
Les safaris F1 pèsent dans les 15 kilos, tandis que les générations suivantes on atteint un poids moyen de 11 kilos.
Ils ont le poil court avec un motif spotted tabby, c'est-à-dire une robe constellée de taches noires pleines (à la différence de la race bengal qui possède des rosettes). Le patron original peut être mêlé aux nombreuses couleurs des chats domestiques, tels que le colourpoint ou l'écaille-de-tortue.

## Caractère
Malgré leurs origines sauvages, dès la première génération, ces chats seraient très faciles à vivre. Ils seraient également affectueux, intelligents et auraient une forte personnalité. Ces traits de caractère restent toutefois parfaitement individuels et sont avant tout fonctions de l'histoire de chaque chat.

## Élevage
Les croisements entre les deux espèces sont très difficiles pour des raisons génétiques. En effet, le chat de Geoffroy possède 36 chromosomes tandis que les chats domestiques en ont 38. Il en résulte des chatons ayant 37 chromosomes et dont la taille augmente radicalement à l'âge adulte comparé à celle des parents : un hybride de première génération (F1) atteint environ 12 kg pour les mâles et 8 kg pour les femelles. Les générations suivantes retrouvent une taille plus normale. De plus, la gestation est modifiée et est plus longue que celle du chat domestique.

## Controverses
Le croisement entre un félin sauvage et le chat domestique est considéré comme une menace pour l'espèce sauvage du fait que les animaux reproducteurs sont souvent importés illégalement et favorise donc le commerce des espèces menacées. 